# Dafydd Gam
Dafydd ap Llewelyn ap Hywel, meglio noto come Dafydd Gam o Davy Gam, (1380 circa – 25 ottobre 1415), è stato un nobile gallese, fra i maggiori oppositori di Owain Glyndŵr, che morì nella Battaglia di Agincourt, combattendo per Enrico V re d'Inghilterra, contro i francesi.

## Biografia
Dafydd Gam fu un membro di una delle più importanti famiglie gallesi del Breconshire. Nipote di Hywel Fychan, proprietario della villa di Parc Llettis vicino Llanover nel Monmouthshire vicino Abergavenny e quarto in linea di successione da Einion Sais, proprietario di un castello sul fiume Usk vicino Brecon, che aveva combattuto nelle battaglie di Crecy e Poitiers. La sua famiglia è stata definita "un esempio lampante di una famiglia gallese che fiorì sotto il dominio di una famiglia aristocratica inglese". Gli Hywel ap Llywelyn, trasferirono la tradizionale fedeltà della famiglia al nuovo signore di Brecon,  Enrico Bolingbroke, che aveva sposato Maria di Bohun nel 1380. Alcuni dicono che Dafydd era stato precedentemente al servizio del padre di Enrico, Giovanni Plantageneto, I duca di Lancaster, e che dopo aver ucciso un rivale in Brecon High Street avesse dovuto lasciare temporaneamente il Galles.
 Dafydd Gam godette certamente della consistente rendita di 40 marchi, elargita da Enrico nel 1399, prima ancora che questi diventasse re, ed in seguito lui ed i suoi fratelli furono scudieri di Enrico IV. Sembra probabile che siano stati partigiani di Enrico, nel sud-est del Galles, e che lo abbiano sostenuto nella detronizzazione di  Riccardo II intorno al 1399.
Quando ebbe inizio la rivolta di Owain Glyndŵr nel 1400, la tradizionale fedeltà della famiglia al loro feudatario rimase incrollabile ed essi giocarono un ruolo guida nell'opposizione alla ribellione. Le loro terre intorno a Brecon divennero bersaglio degli attacchi degli uomini di Glyndŵr e vennero gravemente danneggiate già nel 1402-1403. Il cronista scozzese Walter Bower nomina Dafydd come artefice della sconfitta degli uomini di Glyndŵr nella Battaglia di Pwll Melyn vicino l'Usk il 5 maggio 1405. Dopo la battaglia, 300 uomini di Glyndŵr vennero giustiziati e suo figlio, Gruffudd ab Owain Glyndŵr, venne catturato. La conoscenza del terreno potrebbe aver giocato un ruolo nella vittoria della Corona, sia qui che in altre battaglie, come in quella di  Grosmont nella stessa epoca, aiutando i gallesi locali nella lotta contro Glyndwr. La lealtà della famiglia venne premiata con il dono di alcune delle proprietà dei ribelli in Cardiganshire. Nel 1412 Dafydd Gam venne catturato dagli uomini Glyndwr e le stime della somma versata per il suo riscatto oscillano fra 200-700 marchi, una somma straordinaria per l'epoca. Il fatto che sia stata versata direttamente e rapidamente dai possedimenti del re in Galles, indica la stima in cui era tenuto Gam da parte del re. Glyndwr aveva fatto giurare a Gam di tornare in armi contro di lui e di non opporsi in qualsiasi altro modo. Al suo rilascio Gam segnalò a re Enrico dove si trovava Glyndwr e questi venne attaccato dagli uomini del re. Glyndwr, per rappresaglia, attaccò e bruciò la tenuta di Gam a Brecon radendola al suolo.